# José Hiraís Acosta Beltrán
Mons. José Hiraís Acosta Beltrán (* 22. září 1966, Pezmatlán) je mexický římskokatolický kněz a biskup diecéze Huejutla.

## Život
Narodil se 22. září 1966 v Pezmatlánu v státu Hidalgo.
Teologické vzdělání získal v Seminario Regional de Nuestra Señora de Guadalupe v Tule. Na Královské a papežské univerzitě v Mexiku získal licenciát z filosofie. Dne 25. listopadu 1992 byl biskupem Juanem de Dios Caballero Reyes vysvěcen na jáhna. Na kněze byl vysvěcen 11. června 1993 stejným biskupem.
Po vysvěcení působil jako farní vikář, vicerektor menšího semináře, profesor a formátor vyššího semináře a soudce církevního tribunálu v Huejutle. Dále jako prefekt studií a spirituál Vyššího semniáře v Huejutle.
Dne 28. ledna 2016 jej papež František ustanovil diecézním biskupem v Huejutle. Biskupské svěcení získal 14. března 2016 z rukou arcibiskupa Christopha Pierra a spolusvětitelé byli biskup Juan de Dios Caballero Reyes a biskup Salvador Rangel Mendoza.